# Sauleia dlabolai
Sauleia dlabolai är en stekelart som beskrevs av Hoffer 1970. Sauleia dlabolai ingår i släktet Sauleia och familjen sköldlussteklar.
Artens utbredningsområde är Mongoliet. Inga underarter finns listade i Catalogue of Life.